# 740 Park Avenue
740 Park Avenue est un immeuble résidentiel de grand luxe sur Park Avenue à Manhattan.
Construit en 1929, il comprend 31 appartements, qui sont tous des duplex et un qui est un triplex.
L'immeuble a la réputation d'avoir la plus forte concentration de milliardaires des États-Unis. 6 des 25 New-yorkais les plus riches vivent dans l'immeuble.
Il utilise aussi l'adresse 71 East 71st Street.

## Historique
Dessiné dans le style Art déco  par Rosario Candela et Arthur Loomis Harmon,  associés dans le cabinet Shreve, Lamb and Harmon, il est construit en 1929 par James T. Lee (le grand-père de Jacqueline Kennedy-Onassis).
Les ventes d'appartements du 740 figurent régulièrement parmi les ventes les plus chères d'appartements new-yorkais. En 2000, Stephen Schwarzman a acheté l'appartement de Saul P. Steinberg pour environ 30 millions de dollars, ce qui était alors le prix d'achat le plus élevé pour un appartement de Park Avenue. Cet appartement fut auparavant la propriété de John Rockefeller, Jr., qui y avait emménagé en 1937.
En 2005, l'écrivain Michael Gross (en) a publié un livre très détaillé sur l'histoire de l'immeuble, 740 Park: The Story of the World's Richest Apartment Building.
Selon Gross, la fille du constructeur, Janet Lee Bouvier et son mari Jack Bouvier occupèrent le dernier appartement à être mis en location (selon une source à titre gracieux), leur fille Jacqueline Kennedy Onassis y a grandi.

## Résidents célèbres
- Jackie Kennedy, y a passé son enfance[2].
- David H. Koch, propriétaire avec son frère de Koch Industries, occupe un duplex de 18 pièces au 4e et 5e étage, il l'aurait acheté en 2005 pour 17 millions de $[2].
- Ronald Lauder, milliardaire, héritier de Estée Lauder[2]
- John D. Rockefeller, Jr., a vécu de 1938 à 1960 dans un duplex de 24 pièces et 12 salles de bains[2].
- David Ganek, ancien gestionnaire du hedge fund Level Global
- Steve Ross, ancien CEO de Time Warner
- Henry R. Kravis, milliardaire, cofondateur du fonds d'investissement KKR
- Howard Marks (1946), milliardaire, fondateur et PDG d'Oaktree Capital Management[1]
- Stephen A. Schwarzman (1947), milliardaire, homme d'affaires, fondateur et PDG de Blackstone[2].
- John Thain, dernier PDG de Merrill Lynch[1]
- Steven Mnuchin, secrétaire au Trésor sous la présidence de Donald Trump
- Rand Araskog (en), ancien PDG d'ITT Corporation[1]
- Woody Johnson (1947), milliardaire, héritier de la fortune de Johnson & Johnson et ambassadeur des Etats-Unis au Royaume-uni
- Thelma Chrysler Foy (1902-1957), héritière de la fortune Chrysler automobile[1]

## Sources
- Gross, Michael. "740 Park: The Story of the World's Richest Apartment Building", Broadway Books, 2005
- Where the Boldfaced Bunk par Michael Gross, The New York Times, 11 mars 2004
- Das geheime Museum der Superreichen: Welche Picassos, Cézannes, Klees, van Goghs, Giottos und Tintorettos in den Luxuswohnungen von 740 Park Avenue in New York hängen Monopol, février 2007
- Curbed Q&A: Michael Gross on 740 Park's $27m Penthouse  (interview, janvier 2006) "With duplex penthouse 17D at legendary apartment building 740 Park Avenue hitting the market priced at $27.5 million, "
- The Upper East Side Book By Carter B. Horsley (donne des références d'articles sur le design de l'immeuble par Candela)
- Streetscapes: 740 Park Avenue; Repairs for a '29 Luxury Co-op par Christopher Gray, The New York Times, 21 octobre 1990